# Brug 380
Brug 380 is een houten ophaalbrug in Amsterdam-Noord.
Ze is gelegen in de Liergouw tussen Schellingwoude en Ransdorp, enkele meters voor de zuidgrens van dat laatste dorp. De huidige brug stamt uit 1925. Rond die tijd werden ten minste vier qua ontwerp dezelfde bruggen neergelegd in het gebied dat net van Nieuwendam was overgegaan naar de gemeente Amsterdam. De Bakkersbrug, het Postje van Gerrit Vreeling en de Wipbrug (even verderop) hadden alle hetzelfde uiterlijk (het postje heeft als enige een jaarsteen uit 1931). Voor de plaatsing van de Wipbrug en brug 380 op stenen landhoofden werd een termijn van vijf maanden aangehouden; het verkeer kon gebruik maken van noodbruggen. 
De oorspronkelijke brug vertoont opvallende kenmerken. Zo steekt de bovenbalk op de hameipoort aan beide kanten enige centimeters uit. De hameipoort bestaat niet uit een halve cirkel, maar uit een halve ellips. Het raakpunt tussen poort en balk bevat een kleine versiering. Aangezien het gebied toen al tot Amsterdam behoorde, zal het ontwerp van de brug komen van de Dienst der Publieke Werken, de ontwerper zelf is vooralsnog onbekend. De ellipsvormige boog is hier na 1985 al twee keer vervangen door eerst alleen steunen in de hoeken (zie foto) en daarna (in 2014) door één met hoeken onder de gehele balk.
De brug werd plaatselijk aangeduid als Gerrit Werfbrug, vernoemd naar een bewoner van Ransdorp. De gemeente Amsterdam trok in april 2016 alle officieuze brugnamen in, sindsdien gaat de brug alleen met haar nummer door het leven. De intrekking van de naam is vreemd, want twee andere genoemde brugvernoemingen bleven in stand (Bakkersbrug is vernoemd naar een bakker en een familie Bakker), het postje bleef vernoemd naar bewoner Gerrit Vreeling.  

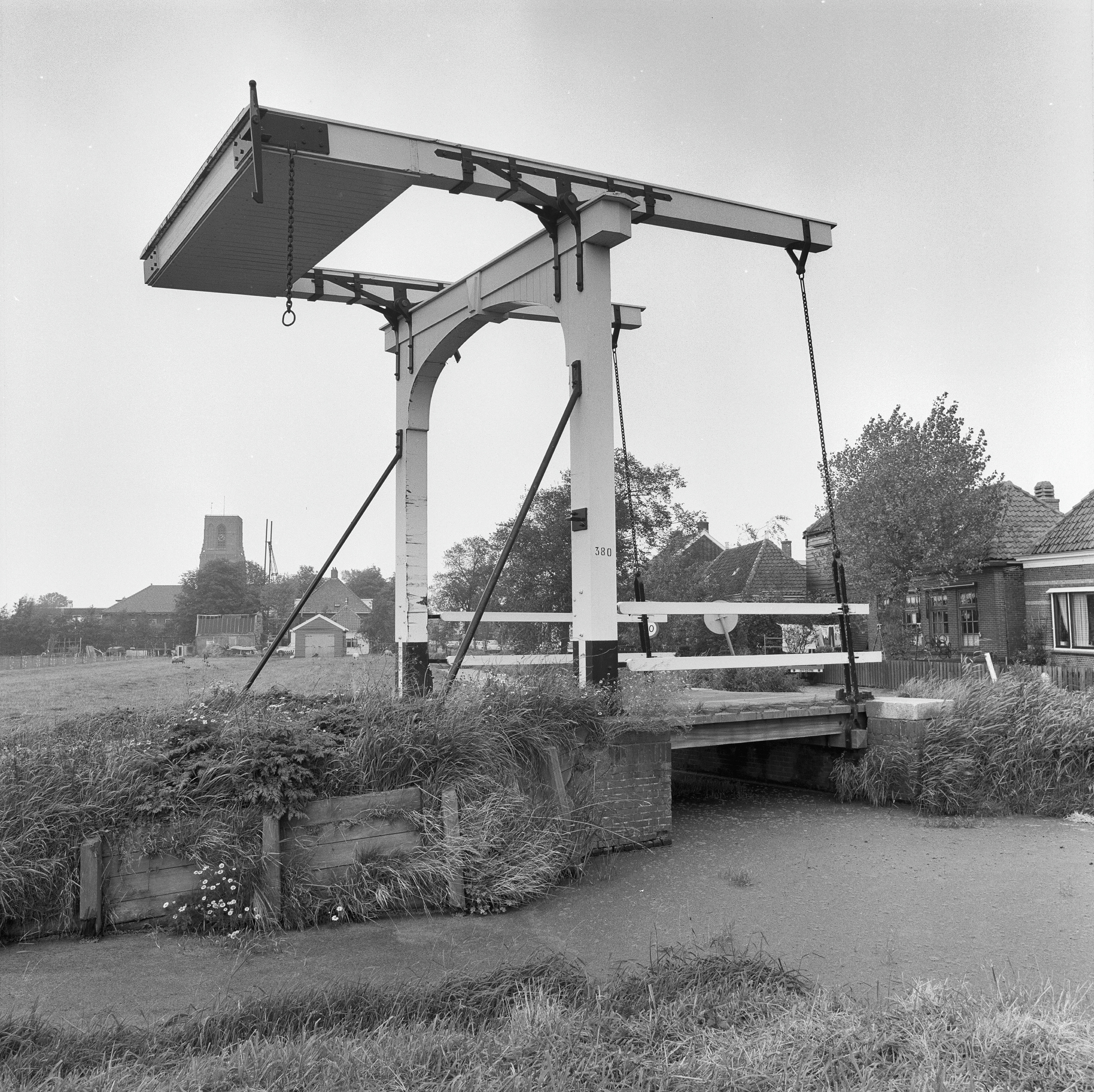
De brug 380 in 1985

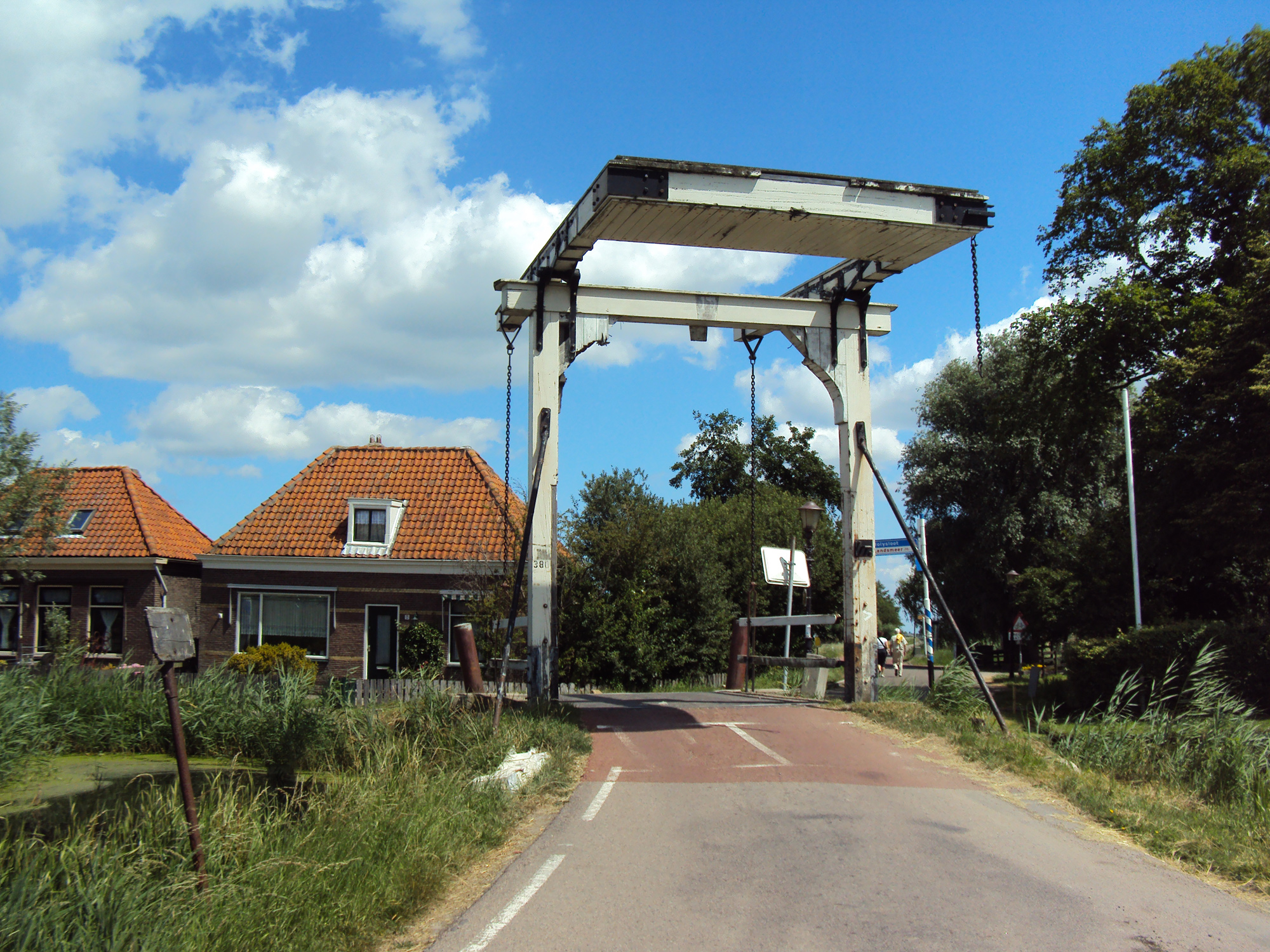
De brug 380 in 2010

<<< · 300 · 301 · 302 · 303 · 304 · 305 · 306 · 307 · 308 · 309 · 310 · 311 · 312 · 313 · 314 · 315 · 316 · 317 · 318 · 320 · 321 · 322 · 323 · 324 · 325 · 327 · 328 · 330 · 331 · 332 · 333 · 334 · 335 · 336 · 337 · 338 · 339 · 340 · 341 · 342 · 343 · 344 · 345 · 346 · 347 · 348 · 349 · 350 · 351 · 352 · 353 · 354 · 355 · 356 · 357 · 358 · 359 · 360 · 361 · 362 · 363 · 364 · 365 · 366 · 367 · 368 · 371 · 372 · 373 · 374 · 375 · 376 · 377 · 378 · 379 · 380 · 381 · 382 · 383 · 385 · 386 · 387 · 388 · 389 · 390 · 391 · 392 · 393 · 394 · 395 · 396 · 397 · 398 · 399 · >>>
Brugnummers 319, 326, 329 (tijdelijke duiker in de Ringspoordijk), 369, 370, 384 zijn niet (meer) vergeven.